# Jonas Čiulevičius
Jonas Čiulevičius (* 13. Dezember 1934 in Kubiliūnai, Rajongemeinde Pasvalys) ist ein litauischer Politiker.

## Leben
1945 wurde sein Vater festgenommen und starb im Gulag. Seine Mutter wurde auch repressiert. Von 1942 bis 1952 lernte er in Saločiai bei Pasvalys. Nach dem Abitur 1954 an der Mittelschule Lazdijai absolvierte er 1963 das Diplomstudium mit Auszeichnung an der Fakultät für Wirtschaft und von 1971 bis 1973 die Aspirantur an der Lietuvos žemės ūkio akademija. 1977 promovierte er an der Lettischen Akademie für Landwirtschaft. 1990 habilitierte er sich in Wirtschaftswissenschaft. Er arbeitete im Kolchos in Krinčinas und Porijai. Ab 1975 lehrte er an der Lietuvos žemės ūkio akademija. Seit 1992 ist er Professor. Von 2000 bis 2004 war er Mitglied im Seimas (mit Pilietinės demokratijos partija).